# Themba Zwane
Themba Zwane, né le 3 août 1989 à Tembisa en Afrique du Sud, est un footballeur international sud-africain évoluant au poste de milieu de terrain avec le club des Mamelodi Sundowns en ABSA Premiership

## Biographie

### En club
Avec le club des Mamelodi Sundowns, il participe régulièrement à la Ligue des champions d'Afrique, remportant cette compétition en 2016.

### En sélection nationale
Il joue son premier match en équipe d'Afrique du Sud le 26 mai 2014, en amical contre l'Australie (score : 1-1). Le 7 octobre 2017, il inscrit son premier but en équipe nationale, contre le Burkina Faso, lors des éliminatoires du mondial 2018. Zwane dispute sa première compétition internationale lors de la Coupe d'Afrique des nations 2019. En décembre 2023, il est retenu dans la liste des vingt-sept joueurs sud-africains sélectionnés par Hugo Broos pour disputer la Coupe d'Afrique des nations 2023.

## Palmarès
- Vainqueur de la Ligue des champions d'Afrique en 2016 avec les Mamelodi Sundowns
- Vainqueur de la Supercoupe d'Afrique en 2017 avec les Mamelodi Sundowns
- Champion d'Afrique du Sud en 2016 et 2018 avec les Mamelodi Sundowns
- Vice-champion d'Afrique du Sud en 2015 et 2017 avec les Mamelodi Sundowns
- Vainqueur de la Coupe d'Afrique du Sud en 2015 avec les Mamelodi Sundowns
- Finaliste de la Coupe d'Afrique du Sud en 2012 avec les Mamelodi Sundowns